# Pharpa basimacula
Pharpa basimacula är en stekelart som först beskrevs av Cameron 1887.  Pharpa basimacula ingår i släktet Pharpa och familjen bracksteklar. Inga underarter finns listade i Catalogue of Life.